# Supercupa Europei 2016
Supercupa Europei 2016 a fost ediția cu numărul 41 a Supercupei Europei. Meciul este organizat de către UEFA, cele două echipe care se luptă pentru trofeu fiind câștigătorii celor două competiții europene intercluburi, adică învingătoarele Liga Campionilor 2016-2017, respectiv UEFA Europa League 2016-2017. La această ediție s-au înfruntat echipele Real Madrid (câștigătoare UCL) și Sevilla (câștigătoarea UEL). Meciul a avut loc la Lerkendal Stadion din Trondheim, Norvegia, pe 9 august 2016.

## Stadion
Lerkendal Stadion a fost anunțat ca stadionul ce va găzdui Supercupa Europei 2016 la reuniunea Comitetului Executiv al UEFA în Nyon, Elveția, pe 18 septembrie 2014. Aceasta a fost prima supercupă europeană organizată de Norvegia.
Lerkendal Stadion a fost deschis pe 10 august 1947, pentru fotbal și atletism, principalul stadion din Trondheim. Este stadionul pe care joacă echipa Rosenborg BK. Stadionul are o capacitate de 21.166 de spectatori, devenind al doilea cel mai mare stadion de fotbal din Norvegia. 

## Echipele
| Echipă      | Calificare                                     | Participarea anterioară (cu bold anii în care a câștigat) |
| ----------- | ---------------------------------------------- | --------------------------------------------------------- |
| Real Madrid | Câștigătorii din 2015-16 UEFA Champions League | 1998, 2000, 2002, 2014                                    |
| Sevilla     | Câștigătorii din 2015-16 UEFA Europa League    | 2006, 2007, 2014, 2015                                    |

## Meciul
| Real Madrid                           | 3-2 (d.p.p) | Sevilla                            |
| ------------------------------------- | ----------- | ---------------------------------- |
| Asensio 21' Ramos 90+3' Carvajal 119' | Raport      | Vázquez 41' Konoplyanka 72' (pen.) |

| GK              | 13 | Kiko Casilla     |     |     |
| RB              | 2  | Dani Carvajal    | 84' |     |
| CB              | 5  | Raphaël Varane   |     |     |
| CB              | 4  | Sergio Ramos (c) |     |     |
| LB              | 12 | Marcelo          |     |     |
| CM              | 16 | Mateo Kovačić    |     | 73' |
| CM              | 14 | Casemiro         |     |     |
| CM              | 22 | Isco             |     | 66' |
| RF              | 17 | Lucas Vázquez    |     |     |
| CF              | 21 | Álvaro Morata    |     | 62' |
| LF              | 28 | Marco Asensio    | 86' |     |
| Rezerve:        |    |                  |     |     |
| GK              | 31 | Rubén Yáñez      |     |     |
| DF              | 6  | Nacho            |     |     |
| DF              | 23 | Danilo           |     |     |
| MF              | 10 | James Rodríguez  | 93' | 73' |
| MF              | 19 | Luka Modrić      |     | 66' |
| MF              | 27 | Marcos Llorente  |     |     |
| FW              | 9  | Karim Benzema    |     | 62' |
| Antrenor        |    |                  |     |     |
| Zinedine Zidane |    |                  |     |     |

| GK              | 13 | Kiko Casilla     |     |     |
| RB              | 2  | Dani Carvajal    | 84' |     |
| CB              | 5  | Raphaël Varane   |     |     |
| CB              | 4  | Sergio Ramos (c) |     |     |
| LB              | 12 | Marcelo          |     |     |
| CM              | 16 | Mateo Kovačić    |     | 73' |
| CM              | 14 | Casemiro         |     |     |
| CM              | 22 | Isco             |     | 66' |
| RF              | 17 | Lucas Vázquez    |     |     |
| CF              | 21 | Álvaro Morata    |     | 62' |
| LF              | 28 | Marco Asensio    | 86' |     |
| Rezerve:        |    |                  |     |     |
| GK              | 31 | Rubén Yáñez      |     |     |
| DF              | 6  | Nacho            |     |     |
| DF              | 23 | Danilo           |     |     |
| MF              | 10 | James Rodríguez  | 93' | 73' |
| MF              | 19 | Luka Modrić      |     | 66' |
| MF              | 27 | Marcos Llorente  |     |     |
| FW              | 9  | Karim Benzema    |     | 62' |
| Antrenor        |    |                  |     |     |
| Zinedine Zidane |    |                  |     |     |

| GK             | 1  | Sergio Rico            |          |     |
| CB             | 21 | Nicolás Pareja         |          |     |
| CB             | 6  | Daniel Carriço         |          | 51' |
| CB             | 5  | Timothée Kolodziejczak | 90', 93' |     |
| DM             | 8  | Vicente Iborra (c)     |          | 74' |
| RM             | 14 | Hiroshi Kiyotake       |          |     |
| LM             | 22 | Franco Vázquez         |          |     |
| AM             | 15 | Steven N'Zonzi         |          |     |
| RF             | 25 | Mariano                |          |     |
| CF             | 9  | Luciano Vietto         |          | 67' |
| LF             | 20 | Vitolo                 | 39'      |     |
| Rezerve:       |    |                        |          |     |
| GK             | 13 | David Soria            |          |     |
| DF             | 18 | Sergio Escudero        |          |     |
| DF             | 23 | Adil Rami              |          | 51' |
| MF             | 4  | Matías Kranevitter     |          | 74' |
| MF             | 10 | Yevhen Konoplyanka     |          | 67' |
| MF             | 17 | Pablo Sarabia          |          |     |
| FW             | 12 | Wissam Ben Yedder      |          |     |
| Antrenor       |    |                        |          |     |
| Jorge Sampaoli |    |                        |          |     |

Omul meciului: Sergio Ramos